# Matthew Walker
Matthew "Matt" Walker' es un actor neozelandés conocido sobre todo por interpretar a Heath Forbes en la serie headLand.

## Biografía
Su madre y su padrastro tenían una compañía de teatro llamada Theatrevue, en Nueva Zelanda, cuando él era pequeño. Después de terminar la escuela se graduó en administración de empresas y arte en la Universidad de Victoria de Wellington (en inglés: Victoria University of Wellington).
En 2004 Matthew se graduó de la prestigiosa escuela de teatro australiana National Institute of Dramatic Art "NIDA".

## Carrera
Matt ha aparecido en obras como A Midsummer Night's Dream, en que interpretó a Lysander, en Colder y en la serie 'Dark Night. 
En 1998 actuó en la serie Hercules: The Legendary Journeys.
En 2005 se incorporó al elenco de la serie dramática headLand interpretando al niño rico y solitario Heath Forbes, el hermano de Sasha
En 2008 figuró en la película de guerra china The Children of Huang Shi, junto al actor Jonathan Rhys-Meyers.
En 2009 interpretó a los gemelos Nathan Bailey y Kerry Bailey en la serie dramática The Cut. El mismo año apareció en la serie de acción, aventura y fantasía Legend of the Seeker donde interpretó al antiguo buscador Kieran, que después de entrar en el cuerpo de Richard intenta regresar a la vida a su amada, la antigua confesora Viviane, en el cuerpo de Kahlan.
El 19 de marzo de 2010 participó como personaje recurrente en la exitosa serie australiana Home and Away, donde interpretó al soldado Justin Jefferies, el hermano mayor de Aden hasta el 6 de mayo del mismo año después de que su personaje decidiera irse de la bahía y mudarse a Sídney con su hermano Aden después de la muerte de su padre.

## Filmografía
- Series de Televisión:

| Año         | Título                           | Personaje                  | Notas               |
| ----------- | -------------------------------- | -------------------------- | ------------------- |
| 2010        | Rake                             | Bill Hamptom               | 2 episodios         |
| 2010        | Home and Away                    | Justin Jefferies           | 73 episodios        |
| 2009        | The Cut                          | Nathan Bailey/Kerry Bailey | 2 episodios         |
| 2009        | Legend of the Seeker             | Kieran                     | episodio "Revenant" |
| 2005 - 2006 | headLand                         | Heath Forbes               | 58 episodios        |
| 1998        | Hercules: The Legendary Journeys | Tiresius                   | episodio "Twilight" |

- Películas:

| Año  | Título                     | Personaje         | Notas                                                        |
| ---- | -------------------------- | ----------------- | ------------------------------------------------------------ |
| 1991 | Child's play 3             | Mayor Ellis       |                                                              |
| 2004 | El diario de la princesa 2 | Capitán Kip Kelly |                                                              |
| 2009 | Vinyl                      | DJ                | corto - junto a Bren Foster                                  |
| 2008 | The Children of Huang Shi  | Andy Fisher       | junto a Jonathan Rhys Meyers, Radha Mitchell & Michelle Yeoh |

- Teatro:

| Año  | Obra                   | Personaje | Director      | Teatro          | Notas                                                                        |
| ---- | ---------------------- | --------- | ------------- | --------------- | ---------------------------------------------------------------------------- |
| 2011 | Much Ado About Nothing | -         | John Bell     | Sydney Theatre  | junto a Blazey Best, Toby Schmitz, Max Gillies & Tony Llewellyn-Jones        |
| 2010 | Bug                    | Peter     | Anthony Skuse | Griffin Theatre | junto a Laurence Coy, Jeanette Cronin, Catherine Terracini & Jonny Pasvolsky |